# Bolyphantes alticeps
Bolyphantes alticeps es una especie de araña araneomorfa del género Bolyphantes, familia Linyphiidae. Fue descrita científicamente por Sundevall en 1833.
Se distribuye por Europa, Cáucaso, Rusia (Europa al Lejano Oriente), Asia Central, China y Japón. El cuerpo de esta especie mide aproximadamente 3-4,5 milímetros de longitud.